# Naypyidaw
Cette page contient des caractères spéciaux ou non latins. S’ils s’affichent mal (▯, ?, etc.), consultez la page d’aide Unicode.
Naypyidaw ou Nay Pyi Taw et Ne Pyi Daw (en birman : နေပြည်တော်, /nèpjìdɔ̀/, litt. « Cité royale ») est, depuis novembre 2005, la capitale de la Birmanie, aussi dit Myanmar. Le nom de Naypyidaw remplace celui de Pyinmana, nom que portait la ville avant sa désignation comme capitale du pays (Naypyidaw est construite quelques kilomètres à l'ouest du centre historique de Pyinmana).
Située dans le sud de la région de Mandalay, à 320 km au nord de la précédente capitale, Rangoun, sur un affluent du fleuve Sittang, Naypyidaw est une ville dont la population est estimée à un million d'habitants par le gouvernement birman en 2014 (mais ce chiffre est mis en doute, notamment par le Guardian). Selon le site Vice, en 2013, seuls des fonctionnaires habitent la ville. Elle a été fondée dans un but stratégique, au centre du pays, près des États Shan, Karenni et Karen et constitue depuis 2008 une nouvelle entité administrative, le territoire de l'Union de Naypyidaw, placé sous l'autorité directe du président de la Birmanie.
Dans sa conception, Naypyidaw n'est pas précisément une ville, plutôt une série de zones isolées les unes des autres, dispersées sur une aire de 7 054 km2. Les ministères sont répartis à de larges intervalles et accessibles uniquement par des routes sous haute surveillance. La zone militaire constitue une bulle dans la bulle, interdite à tous sauf aux plus hauts gradés.
La construction de Naypyidaw aurait coûté au moins 4 milliards de dollars (3,69 milliards d’euros).

## Toponymie
Naypyidaw signifierait « ville royale » ou « demeure des rois » en Birman.

## Histoire

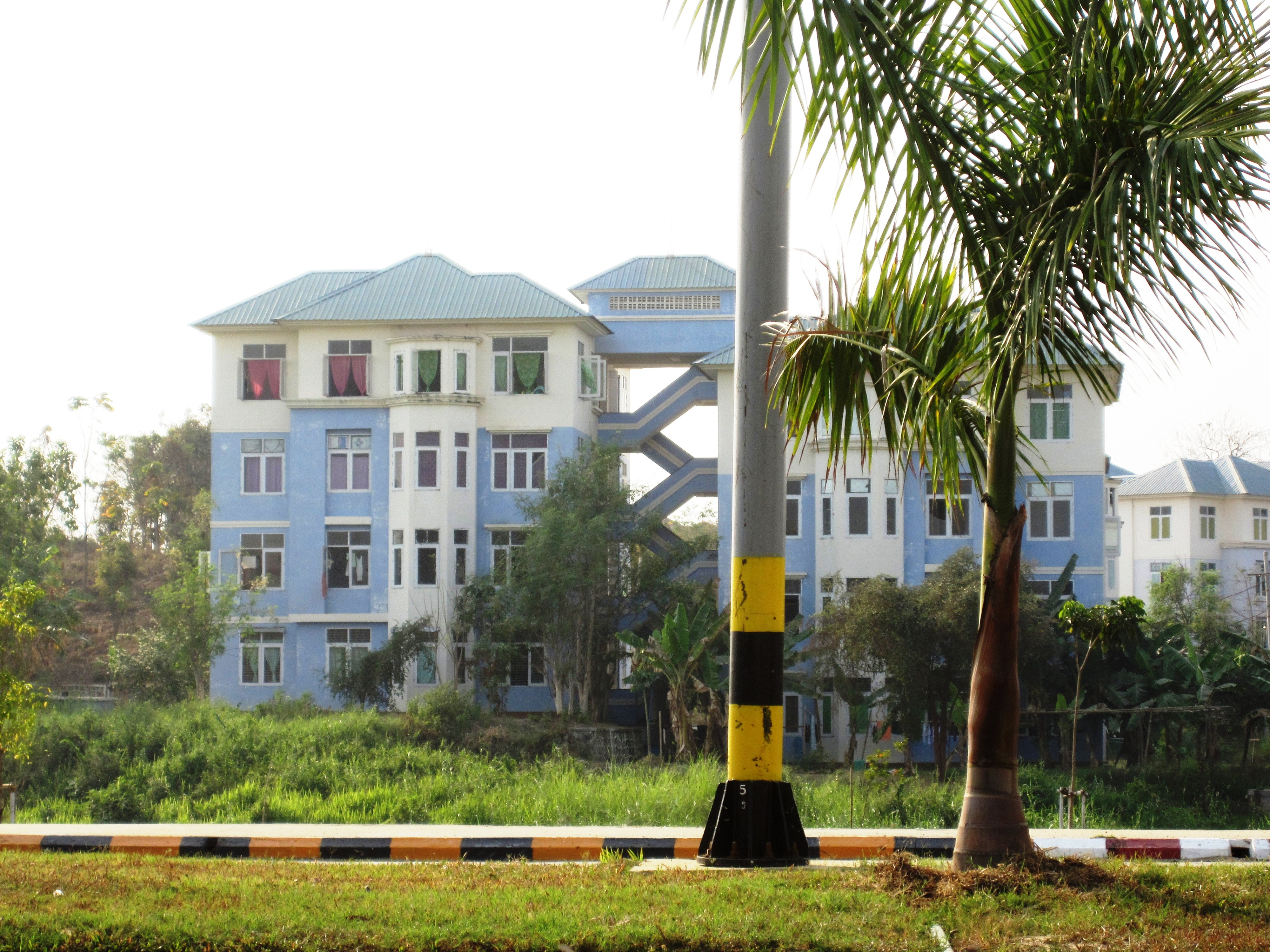
Appartements à Naypyidaw.

Pour faire naître la ville dans cette zone tropicale, il a fallu déboiser entièrement une forêt de tecks, dont certains arbres atteignaient trente mètres de haut.
Pendant l'occupation japonaise lors de la Seconde Guerre mondiale, le général Aung San fit de Pyinmana son quartier général pour la résistance (Burma Independence Army, BIA). Après l'assassinat d'Aung San et l'indépendance en 1948, la ville fut ensuite le centre de la guérilla communiste de Thakin Than Tun. La zone est restée fortement militarisée. La cité cache mal sa vocation militaire. « Il existe, au sein de Naypyidaw, une autre ville, celle-là vouée à l'armée, même si elle n'a pas d’existence officielle, explique le spécialiste Guy Lubeigt. La falaise granitique de la zone militaire a été percée de tunnels, des centaines selon la rumeur, avec l'aide d'ingénieurs nord-coréens. Les plus vastes seraient des dépôts pour l'équipement de l'infanterie et du matériel de guerre roulant ». En 2010, face aux soupçons de la communauté internationale, le ministre des Affaires étrangères niait toute « intention de devenir une puissance nucléaire ». « Mais ces tunnels pourraient servir au stockage d'engins offensifs tels que des fusées aux charges non explicitées, poursuit le chercheur du CNRS. On parle d'un vaste centre de commandement souterrain qui, équipé de câbles optiques assurerait la liaison avec les commandements régionaux. D'autres disent que cela relève du fantasme ».

## Déplacement de la capitale
La junte au pouvoir a commencé à déplacer les fonctionnaires de Rangoun à Naypyidaw, le 6 novembre 2005, à partir de 6 h 37 (l'heure et la date auraient été choisies par les astrologues) alors que la ville n'était pas encore prête. Beaucoup de fonctionnaires ont appris leur départ la veille. La junte décrète Naypyidaw nouvelle capitale du pays le 7 novembre 2005. Ce n'est que deux mois plus tard que le reste de la population a appris la nouvelle. La totalité des ministères était présente dans la nouvelle capitale au printemps 2006.
Une des raisons officielles invoquées pour le déplacement de la capitale est que Naypyidaw est plus centrale que Rangoun, ce qui permet à la population d'y accéder plus facilement. Cependant, cette explication ne semble pas convaincante, Naypyidaw ne se trouve pas au milieu de nulle part, mais à trois kilomètres à l'ouest de la ville de Pyinmana. Selon l'agence nationale d'information suisse ATS, ce déplacement serait un moyen de mieux protéger l'administration et le pouvoir politique d'une éventuelle invasion. En effet, Rangoun se situant dans le delta de l'Irrawaddy, elle est très accessible par voie maritime. Les États-Unis étant très critiques vis-à-vis de la junte, cette dernière envisageait un scénario tel que celui de l'invasion de l'Irak.
D'autres supputent que Naypyidaw a été choisie pour des raisons de sécurité et de stabilité intérieures : les grandes artères (autoroutes à dix voies) et la faible population permettraient une répression plus facile en cas de troubles. Naypyidaw se situe aussi à proximité des minorités Shan, Chin et Karen : cette proximité pourrait avoir un effet stabilisant et autoritaire sur elles, renforçant son contrôle sur leurs groupes armés. Enfin, la théorie locale la plus fréquente est que le chef de l'État, le général Than Shwe, adepte de l'astrologie et connu pour avoir pris certaines de ses décisions sur base de conseils d'astrologues, a déplacé la capitale pour éviter une fin proche. Un astrologue lui aurait prédit sa chute s'il ne changeait pas de capitale.

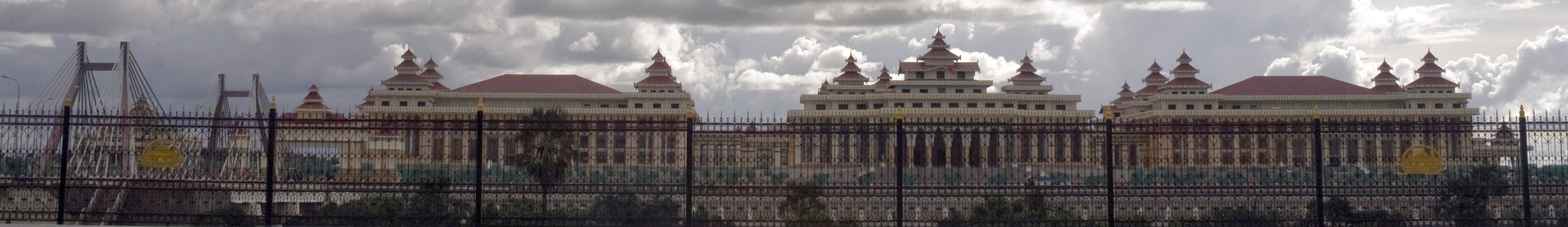
Siège du Parlement de la Birmanie à Naypyidaw.

En 2006, un émissaire américain évoquait « un vaste espace vert, vide et peu peuplé, avec des bâtiments », selon une note diplomatique publiée par WikiLeaks. « L'agencement n'a aucun sens, mais de toute façon le déplacement n'en avait pas non plus ». Selon lui, de nombreux ouvriers ont abandonné les chantiers pour cause de « mauvaises conditions de travail, bas salaires et la menace de la malaria ». D'autres sources ont évoqué des déplacements forcés de villages entiers pour faire de la place.
La ville abrite de nombreux chantiers de construction : nouveaux immeubles gouvernementaux, regroupés selon un code couleur, et appartements pour leurs employés, mais beaucoup ont encore refusé d'amener leur famille puisque les infrastructures ne sont pas encore satisfaisantes (il y a peu de restaurants et de magasins, les transports publics sont quasi inexistants, sans compter l'absence d'installations téléphoniques).
Naypyidaw n'a pas été conçue comme une ville, mais comme une agglomération désincarnée. Une superficie de 7 046 km2, soit plus de trois fois Paris et sa banlieue ou un département comme le Maine-et-Loire, pas de centre-ville, mais une juxtaposition de zones : celle des ministères, celle des hôtels construits sur des terrains vendus à des sociétés privées, celle des cités-dortoirs des fonctionnaires (les logements sont attribués en fonction du grade et de la situation du fonctionnaire), celle des ouvriers ou celle de l'armée. Le quartier des chefs militaires est le plus inaccessible. Pour achever de dérouter les éventuels visiteurs, on y maintient une totale absence de signalétique routière.

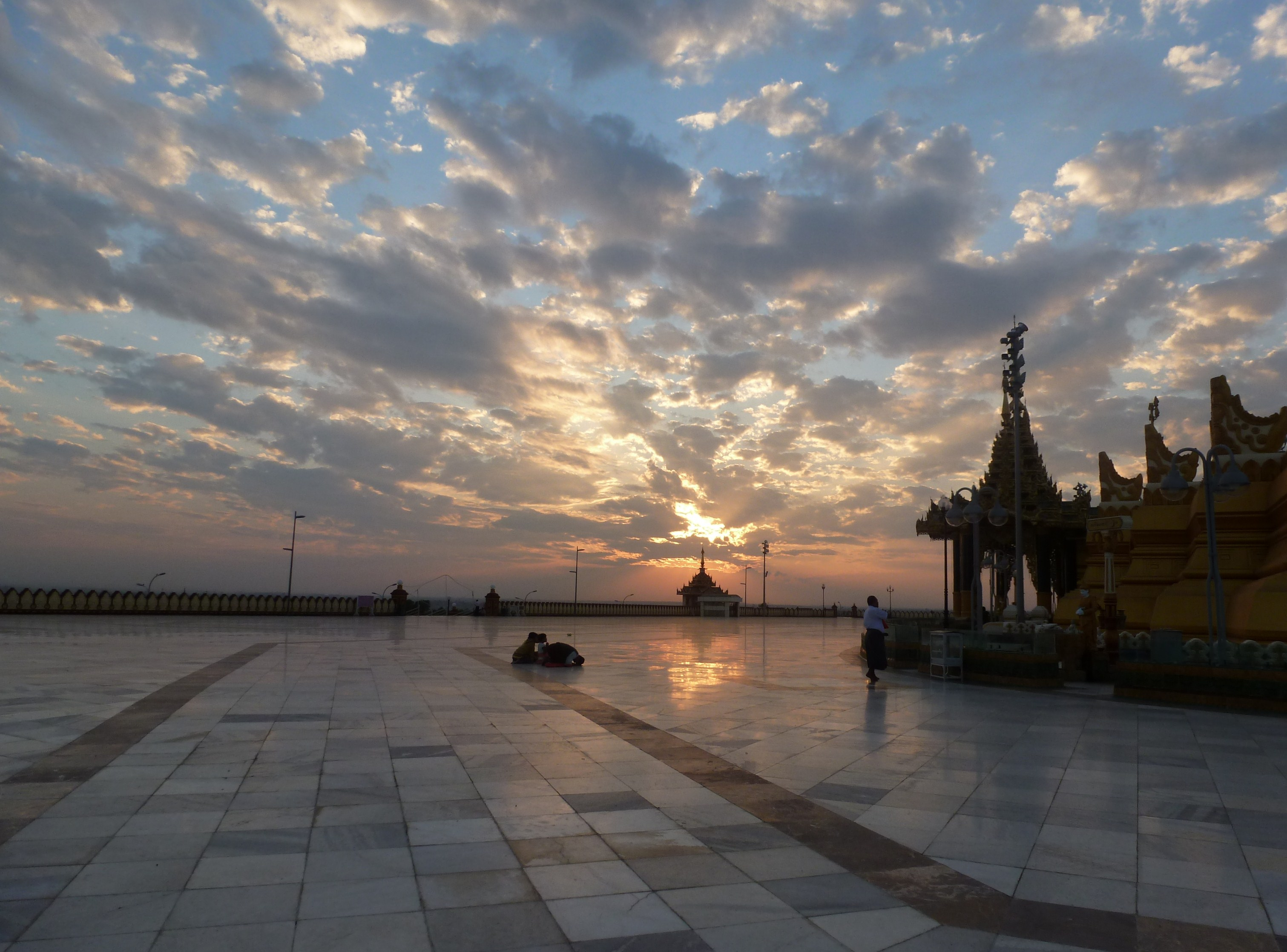
L'immense esplanade de la pagode Uppatasanti au crépuscule.

On peut voir dans Naypyidaw la pagode Uppatasanti, qui est une réplique grandeur nature de la pagode Shwedagon, un stûpa de 99 mètres de haut, entièrement doré à la feuille. Le quartier de Zabuthri abrite un musée de pierres précieuses. On y trouve saphirs, rubis et jades, ainsi que la plus grosse perle de culture de Birmanie. Les infrastructures sportives ne sont pas en reste, avec deux stades de 30 000 places. Il a été aménagé en 2008 un jardin zoologique. Non loin du zoo, le National Land Marks Garden expose en miniature les répliques de monuments des différentes régions du pays. Il existe enfin plusieurs golfs (le sport préféré du général Than Shwe) à la pelouse impeccablement entretenue.

## Ville-fantôme
Ce projet grandiose reste encore une ébauche de nouvelle capitale administrative sous-utilisée. Le projet de métro a été abandonné. La population, estimée à 1 million d'habitants par la junte, serait dix fois moins nombreuse. Les images de Google Earth montrent l'évolution lente de la situation. Plusieurs journalistes qui sont allés à Naypyidaw montrent l'image d'une ville-fantôme où les infrastructures (autoroute, terrain de golf, centre commercial, pagode, zoo climatisé etc.) ne sont quasiment pas utilisées,,. Selon des témoignages, cette ville est complètement déserte. Les seuls piétons que l'on rencontre sont des balayeurs,.